# Mantet (odrůda jablek)

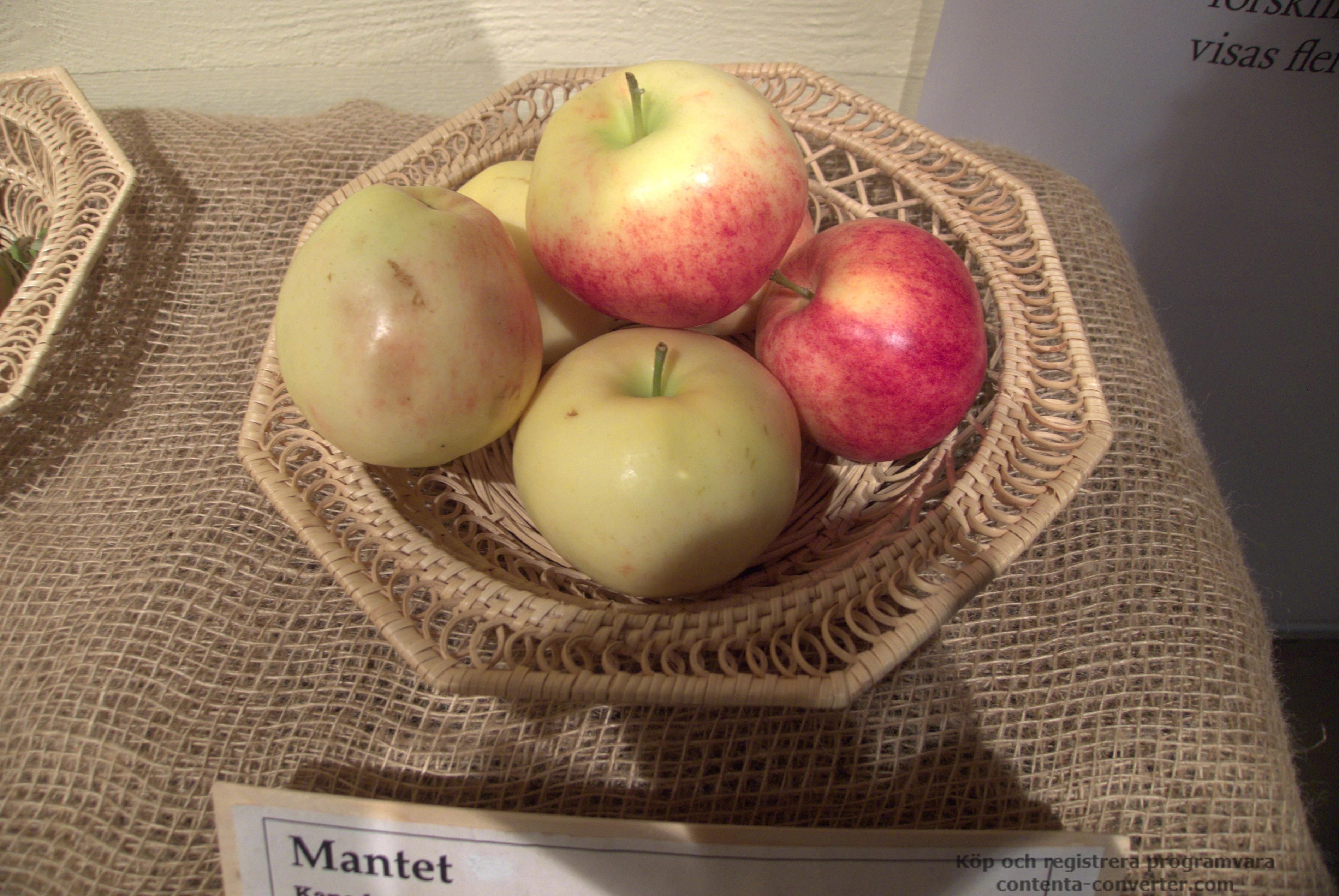

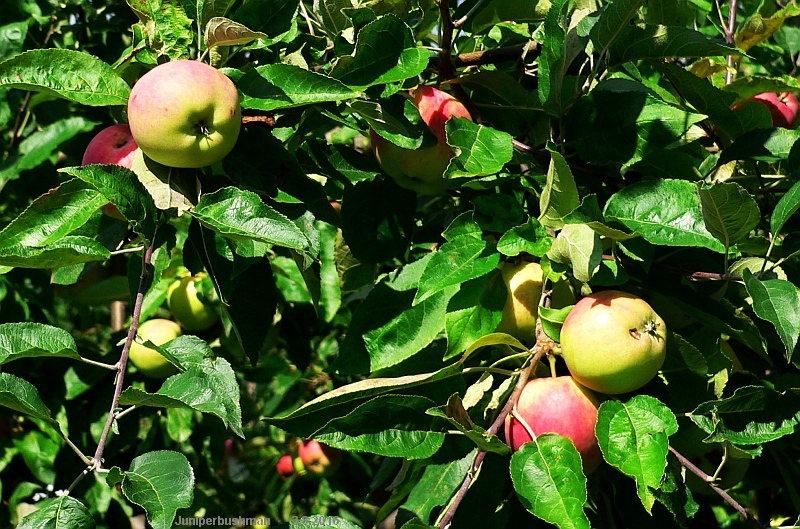
Dozrávající plody odrůdy Mantet

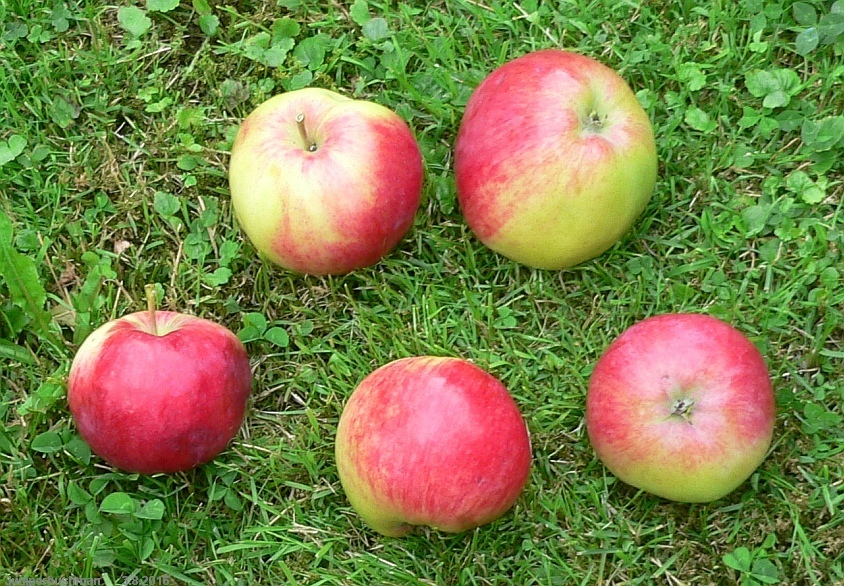
Sklizené plody odrůdy Mantet

Mantet (Malus domestica 'Mantet') je ovocný strom, kultivar druhu jabloň domácí z čeledi růžovitých. Plody jsou řazeny mezi odrůdy letních jablek, sklízí se v srpnu, dozrává v srpnu až září, skladovatelné je tři týdny.

## Historie

### Původ
Odrůda byla vyšlechtěna v Kanadě v Manitobě. Odrůda vznikla jako kříženec odrůdy 'Tetovsky' a McIntosh . Registrována byla v roce 1930. 

## Vlastnosti
Odrůda je diploidní a zcela cizosprašná.

### Růst
Růst odrůdy je střední. Řez snáší dobře, vhodný je také letní řez.

## Plodnost
Plodí záhy, průměrně a pravidelně.

## Plod
Plod je kulovitý, střední. Slupka hladká, ojíněná, žluté zbarvení je překryté karmínově červenou barvou. Dužnina je krémová (bílá) se sladce navinulou chutí.

## Choroby a škůdci
Odrůda je náchylná ke strupovitosti jabloní a padlí.

## Použití
Je vhodná k přímému konzumu, snese skladování několik dní (některé zdroje uvádí jen 1-3 dny). Odrůda nesnáší přepravu.